# Le Grand Tremblement de terre de Los Angeles
Cet article possède un paronyme, voir The Big One.
Pour plus de détails, voir Fiche technique et Distribution.
Le Grand Tremblement de terre de Los Angeles (The Big One: The Great Los Angeles Earthquake) ou Séisme est un téléfilm catastrophe américain réalisé par Larry Elikann, qui met en vedette Joanna Kerns dans le rôle principal, diffusé en 1990.

## Synopsis
Après une série de petites secousses à Los Angeles, Dr Clare Winslow, sismologue, est en mesure de conclure qu'un séisme va frapper et causer de graves dommages à la Californie du Sud.

## Fiche technique
- Titre original : The Big One: The Great Los Angeles Earthquake
- Titre français : Séisme
- Titre alternatif : Le Grand Tremblement de terre de Los Angeles
- Réalisation : Larry Elikann
- Scénario : William Bast, Paul Huson
- Musique : David Shire
- Production : Stratton Leopold (producteur), Michael Petryni (coproducteur), Gregory Prange (producteur), Robert M. Sertner (producteur exécutif), Frank von Zerneck (producteur exécutif), Susan Weber-Gold (productrice)
- Société de production : Von Zerneck Sertner Films
- Sociétés de distribution : Direct Source (2006) ( États-Unis) (DVD), NBC (1990) ( États-Unis) (TV) (diffusion originale), Vidmark Entertainment (1995) ( États-Unis) (VHS)
- Pays : États-Unis
- Durée : 106 min (Vidéo), 180 min (original), 3 épisodes de 60 min
- Langue originale : Anglais
- Dates de sorties :
  -  États-Unis : 11 novembre 1990
  -  France : 14 avril 1995 sur France 2

## Distribution
- Joanna Kerns (VF : Frédérique Tirmont) : Dr Clare Winslow
- Dan Lauria (VF : Jacques Frantz) : Steve Winslow
- Lindsay Frost (VF : Micky Sebastian) : Laurie Parker
- Joe Spano (VF : Philippe Peythieu) : Chad Spaulding
- Michael T. Weiss (VF : Hervé Bellon) : Larry
- Alan Autry : Matt
- Richard Masur (VF : Richard Darbois) : Kevin Conrad
- Ed Begley Jr. (VF : Jean-Pierre Leroux) : Jerry Soloway
- Allan Wasserman (VF : Vincent Violette) : Barry Jacobs
- Bonnie Bartlett (VF : Ginette Pigeon) : Anita Parker
- Charles Siebert (VF : Marcel Guido) : le maire Frank Baldwin
- Holly Fields : Heather Winslow
- J. Kenneth Campbell : Todd Harris
- Robert Ginty (VF : Bernard Lanneau) : Wendell Cates
- Clarence Gilyard (VF : Bertrand Liebert) : Roy Bryant
- Kasi Lemmons : Melanie Bryant
- Don Pugsley (VF : Pierre Bâton) : le gouverneur
- Jacob Vargas : Miguel
- Matt Roe : Hal Kellogg
- Stephen Elliott (VF: Michel Gudin) : Owen
- Vladimir Kulich : William De Bruin
- Brock Peters (VF : Robert Liensol) : David Motubu
- Michael Bendetti : Tim Bradley